# Simpsorama
Simpsorama é o sexto episódio da vigésima sexta temporada do seriado de animação de comédia de situação The Simpsons, sendo exibido originalmente na noite de 9 de Novembro de 2014 pela Fox Broadcasting Company (FOX) nos Estados Unidos. O mesmo é um crossover com a série de animação Futurama, série criada por Matt Groening que foi ao ar na FOX e na Comedy Central e foi cancelada em setembro de 2013.

## Produção
"Simpsorama" foi escrito por J. Stewart Burns.
O mesmo conta com seis estrelas convidadas:
- John DiMaggio interpreta Bender;
- Maurice LaMarche interpreta Kif;
- Phil LaMarr interpreta Hermes;
- Katey Segal interpreta Leela
- Lauren Tom interpreta Amy
- Billy West interpreta Fry, Professor Farnsworth, Zoidberg e Zapp Brannigan.

O episódio foi anunciado pela primeira vez em Julho de 2013, um dia depois do anúncio do crossover entre Family Guy e The Simpsons. Ele foi originalmente planejado para ir ao ar como a season finale da vigésima quinta temporada ou a premiere desta temporada. Depois, foi remarcado para o dia 9 de novembro de 2014.
Em entrevista à Entertainment Weekly sobre o episódio, Matt Groening disse: "Isso foi um muito difícil de negociar, porque eu tinha que falar para mim mesmo." Al Jean acrescentou: "Eles(Futurama) iriam sair do ar, então pensei que as pessoas realmente amariam o episódio, tendo mais uma chance de ver esses personagens. Estamos sempre à procura de coisas que são compatíveis conosco, então pensei, 'Bem, o que é mais compatível? Nós fazermos uma brincadeira, na verdade, sobre as semelhanças entre os looks de Bender e Homer. Exemplo, eles simplesmente apagaram o cabelo de Homer." Jean também afirmou: "Há uma coisa no código de Futurama, onde se você resolvê-lo, ele diz: "Parabéns! Você é um nerd.'"

## Enredo
Quando uma cápsula do tempo contendo um sanduíche que Bart espirrou, uma carga radioativa vaza do coelho do Milhouse, provocando uma catástrofe no futuro. Bender viaja no tempo para matar Bart, a fim de evitar que a confusão aconteça.

## Recepção

### Audiência
O episódio foi visto em sua exibição original por 6,70 milhões de telespectadores, apresentando um aumento de 2,46 milhões em relação ao episódio anterior, Opposites A-frack. Recebeu uma queda de 3,0/8 na demográfica 18-49 e foi o show mais visto da FOX naquela noite.

### Crítica
O episódio foi alvo de críticas positivas e negativas. Max Nicholson, do IGN, chamou o enredo de "um pouco aborrecido especialmente considerando alguns dos enredos épicos de Futurama."  Zack Handlen e Dennis Perkins, do The A.V. Club deram ao episódio um B-, afirmando: "Não há nenhuma razão para este episódio existir, pelo menos não em termos de narrativa. Vendo a família Simpson interagir com Bender, Fry, Leela, Professor Farnsworth, o resto tem uma certa emoção automática a ele, como qualquer meia-boca de Internet(que coisa que eu gosto é no mesmo lugar que a outra coisa que eu gosto! Isso muda tudo), mas essa emoção nunca se aprofunda ou enriquece nossa compreensão desses grupos díspares." Darren Franich, da Entertainment Weekly afirmou: "The Simpsons Guy caiu no buraco; Simpsorama resolveu a situação principalmente por piadas simples, com uma taxa de acerto que era melhor do que a sexta temporada de Futurama, mas não muito se comparado com os padrões da quinta temporada desta série."
O episódio revelou que os alienígenas Kang e Kodos são um casal de lésbicas, em contraste com Treehouse of Horror VII, que retratou Kodos como a irmã de Kang. Al Jean disse a Entertainment Weekly: "As pessoas estão perguntando: é este episódio diferente? Respondo: O que realmente aconteceu para Homer realmente cair de um penhasco todos aqueles momentos e viver? Mas o que foi dito: Sim, com certeza, eles são Kang e Kodos Johnson. Eles são um casal de mulheres homossexuais em suas espécies. Eles pareciam estar casados." Em resposta a um sinal no episódio mostrando Ralph Wiggum ter morrido em 2017, Jean disse que era em referência ao episódio Holidays of Future Passed, no qual Ralph requer clones, e sua estupidez faz com que ele morra em acidentes. Ele declarou que não haveria mais mortes no show, após a estréia da temporada, Clown in the Dumps, no qual o pai do palhaço Krusty morreu.

## Dublagem brasileira
- Homer Simpson: Carlos Alberto Vasconcellos
- Marge Simpson: Mariangela Cantú
- Bart Simpson: Rodrigo Antas
- Lisa Simpson: Flávia Saddy
- Moe Szyslak: Mário Tupinamba Filho
- Senhor Burns: Miguel Rosenberg
- Diretor Skinner: Márcio Simões
- Professor Frink: Sérgio Stern
- Philip J. Fry: Figueira Júnior
- Bender Bending Rodríguez: Wellington Lima
- Leela: Isaura Gomes
- Doutor Zoidberg: Guilherme Lopes
- Amy: Raquel Marinho
- Professor Hubert J. Farnsworth: João Carlos Guerra